# Kariwa, Niigata
Kariwa (刈羽村 Kariwa-mura) là làng thuộc huyện Kariwa, tỉnh Niigata, Nhật Bản. Tính đến ngày 1 tháng 10 năm 2020, dân số ước tính của làng là 4.380 người và mật độ dân số là 170 người/km2. Tổng diện tích của làng là 26,27 km2

## Địa lý

### Đô thị lân cận
- Niigata
  - Kashiwazaki
  - Nagaoka

## Giao thông

### Đường sắt
JR East - Tuyến Echigo
- Arahama - Kariwa

### Cao tốc/Xa lộ
- Cao tốc Hokuriku
- Quốc lộ 8
- Quốc lộ 116
- Quốc lộ 352